# Acuerdo de Tighina

Rumanía en 1942.

El Acuerdo de Tighina (en rumano : Acordul de la Tighina; en alemán: Tighiner Abkommen) fue un acuerdo entre la Alemania nazi y el Reino de Rumania sobre cuestiones de administración, economía y seguridad de la gobernación de Transnistria que entró en vigor el 30 de agosto de 1941. Fue firmado durante la Segunda Guerra Mundial, mientras se producía la invasión del Eje de la Unión Soviética. El Acuerdo de Tiráspol por el que Rumania recibió la región había entrado en vigor poco antes, el 19 de agosto.
Las conversaciones para llegar a un acuerdo comenzaron el 17 de agosto y fueron concluidas por el general alemán Arthur Hauffe y el general rumano Nicolae Tătăranu en la ciudad de Tighina (ahora Bender, Moldavia, bajo el control de Transnistria). Antes del acuerdo, la región había permanecido bajo ocupación militar alemana. Además, se acordó que hasta que terminaran las operaciones militares, Rumania no podría evacuar a sus judíos al este del Bug Meridional (es decir, a tierras bajo control alemán, ya que el río marcaba el límite oriental de Transnistria). Por lo tanto, debían ser trasladados a campos de trabajo hasta entonces. Esto probablemente se debiera a la incapacidad del Einsatzgruppe D alemán de localizar a todos los judíos, ya que funcionaba en un área muy grande y no sería capaz de manejar una avalancha de judíos provenientes de Rumania a sus áreas de operaciones.
El acuerdo también permitió al ejército alemán establecer bases navales y aéreas en Transnistria y entrar periódicamente en la región para "realizar trabajos especiales", en referencia a las acciones contra su población judía. Transnistria se convertiría más tarde en el destino de muchos judíos de las recientemente recuperadas Besarabia y Bucovina del Norte. Ion Antonescu, Conducător (líder) de Rumania, planeó colonizar Transnistria con colonos rumanos una vez que se completara la invasión de la Unión Soviética y el exterminio de la población judía y romaní en la región para anexionarla formalmente. El acuerdo tenía 9 artículos.